# 諏訪神社 (久喜市栗原)
諏訪神社（すわじんじゃ）は、埼玉県久喜市栗原字前242に所在する神社である。

## 概要
この諏訪神社の境内地面積は206坪となっており、祭礼は10月27日とされている。
1907年（明治40年）5月30日に行われた合祀では、熊野社（字前）・天神社（字川原）が集められ、1912年（大正元年）12月13日に行われた合祀では厳島社（字川原）が合わせられている。
境内社として稲荷大明神・天満宮・熊野社・天神社・厳島社・稲荷社が祀られている。境内施設として本殿、鳥居（二基）、手水舎、阿形と吽形の狛犬一対（1856年（安政3丙辰年）12月奉納）、灯籠、杉の林、イチョウの木、「天満宮」と彫られた石碑、「稲荷大明神」と彫られた石碑、「天下泰平五穀成就」（1857年（安政4年））と彫られた石碑などである。
10月27日の例祭では「甘酒祭り」が催される。この行事は25日に当番の人の家に米を持ちより、酒樽2本に甘酒を仕込む。27日に仕上がった甘酒を神社へと運び、神事の後、夕刻4時頃に鉦を叩き氏子を集める。氏子はお参りをした後に当番の家で甘酒と大豆・鰌・蒟蒻の煮物をいただくというものである。